# Anastassiïa Rakhmangoulova
Anastassiïa Andriïvna Rakhmangoulova (en ukrainien : Анастасія Андріївна Рахмангулова) est une joueuse d'échecs ukrainienne née le 30 décembre 1994 à Mykolaïv et championne d'Ukraine en 2015.
Au 1er juillet 2023, elle est la sixième joueuse ukrainienne avec un classement Elo de 2 347 points.

## Biographie et carrière
Maître international féminin en 2012, Rakhmangouloova remporta le championnat d'Ukraine d'échecs féminin en 2015,.
En avril 2023, elle finit deuxième du tournoi de MI Pobeskydi en République tchèque.
En mai 2023, elle remporte le tournoi féminin de Belgrade.
Elle est qualifiée pour la coupe du monde d'échecs féminine 2023.